# USS Valley Forge (CV-45)
«Веллі-Фордж» (англ. USS Valley Forge (CV-45)) — важкий ударний авіаносець США періоду Другої світової війни типу «Ессекс», довгопалубний підтип. Перший корабель з такою назвою у ВМС США.
Свою назву отримав на честь зимового табору Континентальної армії генерала Джорджа Вашингтона у 1777-1778 роках Веллі-Фордж у Пенсільванії.

## Історія створення
Авіаносець «Веллі-Фордж» був закладений 7 вересня 1944 року на верфі Philadelphia Naval Shipyard. Спущений на воду 18 листопада 1945 року, вступив у стрій 3 листопада 1946 року.

## Історія служби
Після вступу у стрій «Веллі-Фордж» ніс службу на Тихому океані.

### Корейська війна
- Під час Корейської війни авіаносець здійснив 4 походи до  берегів Кореї.
- Під час першого походу (25.06-23.11.1950) авіаносець завдавав ударів в районі Пхеньяну (07.1950), надавав підтримку сухопутним військам на Пусанському плацдармі (08.1950), брав участь в Інчхонській десантній операції (09.1950), висадці у Вонсані (10.1950). У повітряних боях винищувачі з «Веллі-Фордж» збили 4 північнокорейські літаки.
- Під час другого походу (16.12.1950-30.03.1951) авіаносець здійснював прикриття евакуації з Хиннаму (12.1950), надавав підтримку сухопутним військам.
- Пройшовши ремонт у П'юджет-Саунд протягом квітня-грудня 1951 року, авіаносець здійснив третій похід до берегів Кореї (12.12.1951-13.06.1952), де завдавав ударів по об'єктах транспортної інфраструктури противника.
- 1 жовтня 1952 року «Веллі-Фордж» був перекласифікований в ударний авіаносець CVA-45.
- Під час четвертого походу до берегів Кореї (30.12.1952-10.06.1953) авіаносець брав участь в операції «Черокі» з підтримки сухопутних військ уздовж лінії фронту.

### Післявоєнна служба
- У 1953 році корабель був оснащений обладнанням для використання як протичовновий корабель і 1 січня 1954 року був перекласифікований в протичовновий авіаносець CVS-45. «Веллі-Фордж» був переведений в Атлантичний океан та діяв у складі Атлантичного флоту.
- У лютому 1959 року під час шторму в Атлантиці корабель отримав значні пошкодження носової частини палуби.
- «Веллі-Фордж» взяв участь у космічній програмі НАСА «Проект Меркурій». Він був головним рятувальним кораблем місії Меркурій-Редстоун-1A. 19 грудня 1960 року вертольоти з авіаносця підібрали спускну капсулу космічного корабля, що здійснив некерований суборбітальний політ.
- Протягом березня-червня 1961 року корабель був переобладнаний в десантний вертольотоносець LPH-8. У 1963 році модернізований за програмою FRAM II.
- У 1965-1969 роках авіаносець брав участь у війні у В'єтнамі.

### Закінчення служби
15 січня 1970 року авіаносець «Веллі-Фордж» був виключений зі списків флоту. На початку 1971 року він використовувався як знімальний майданчик для науково-фантастичного фільму «Silent Running» кінокомпанії Universal Studios, після чого одразу був  проданий та розібраний на метал.